# آتولف
آتهاولف(به آلمانی: Athaulf) یا آتولف پادشاه ویزیگوت‌ها از ۴۱۰ تا ۴۱۵ میلادی بود.
او پس از برادرش آلاریک یکم به پادشاهی برگزیده‌شد. او در ۴۱۳ میلادی توانست تولوز و نربون را بگشاید ولی سرانجام از امپراتوری روم غربیشکست خورد و به اسپانیا عقب‌نشست. آتولف در هنگام شستشو به دست مخالفانش کشته‌شد.
منبع اصلی آگاهی پیرامون آتولف نوشته‌های ارسیوس می‌باشد. آتولف پیرو مسیحیت آریانیسم بود.